# Сельскохозяйственная статистика в Российской империи
Сельскохозяйственная статистика — отрасль экономической статистики, изучающая сельское хозяйство.
Регулярный сбор статистических данных о сельскохозяйственном производстве в России был налажен в последней трети XVIII века. Из двух основных комплексов сельского хозяйства — статистики растениеводства и статистики животноводства первая, как ведущая отрасль, изучена гораздо лучше. Основное внимание уделялось статистике производства зерновых культур и картофеля. Систематических сведений о прочих отраслях земледелия (огородничество, садоводство и пр.) не собиралось.
До 1881 единственным источником урожайной статистики являются приложения к ежегодным губернаторским отчетам. Первичные данные для отчетов собирались через волостные правления (по надельным землям) и хозяйства частных собственников, которые затем пересылались и сводились в губернских статистических комитетах. В отчетах размеры урожаев приводились в натуральном выражении (отношение объема сборов к посевам). За некоторые годы сведения опубликованы.
В 1881 Центральный статистический комитет МВД произвел сплошной учёт посевных площадей под отдельными сельхозкультурами. Следующий учёт был произведен в 1887, а с 1893 данные о посевных площадях стали собираться ежегодно. Публиковались эти данные в специальных выпусках «Статистики Российской империи». Данные о посевных площадях в целом достаточно точны, но несколько искажают картину соотношения посевов на крестьянских надельных и частновладельческих землях в пользу последних. В 1916 и 1917 подробные сведения об общих размерах и структуре посевных площадей были собраны при проведении сельскохозяйственных переписей.
До 1883 единственным источником о сборах продукции полеводства были отчеты губернаторов. За некоторые годы эти данные опубликованы. Начиная с 1883 ЦСК определял данные о сборах продукции полеводства на основе данных о посевных площадях и урожайности (сборы=посевы*урожайность) отдельно на крестьянских надельных и частновладельческих землях. Наличие данных о посевных площадях, позволили комитету вычислить высоту урожаев на единицу посевной площади (до 1883 урожаи показывались лишь в «самах»). Сведения об урожайности культур собирались через сеть корреспондентов. ЦСК отсылал бланки — сначала 6, затем 12 (пополам — для надельных и частновладельческих земель) в каждую волость. Через губернские статистические комитеты сведения поступали в ЦСК. Данные урожайной статистики, собираемые ЦСК, публиковались в «Статистике Российской империи». Опубликованы сведения за 1883—1915. Сначала данные собирались по 49 губ. Европейской России, к 1907 — по всей стране.
Кроме ЦСК, сбором урожайной статистики занималось Министерство земледелия и государственных имуществ. В 1880 было организовано собирание текущих сельскохозяйственных сведений с помощью добровольных корреспондентов Департаментом земледелия и сельской промышленности министерства. Сведения доставлялись по определенным программам в определенный срок сначала 3, а с 1894 — 6 раз в год. Программа содержала вопросы об урожайности основных сельскохозяйственных культур, ценах на сельскохозяйственные продукты и скот, ценах на рабочие руки. Материалы, которые доставлялись добровольными корреспондентами, разрабатывались и печатались в 6 выпусках под общим заглавием « … год в сельскохозяйственном отношении по материалам, полученным от хозяев». Опубликованы данные за 1881—1915. Количество корреспондентов Министерства земледелия, которые доставляли урожайные сведения, было намного меньшим, чем у ЦСК, и в разные годы в среднем составляло несколько тысяч.
Еще одним комплексом сведений об урожаях является земская статистика. Сельскохозяйственные статистические сведения собирались как через добровольных корреспондентов (текущая земская статистика), так и экспедиционным способом при проведении земских подворных переписей.
Абсолютные показатели урожайности, приводимые в публикациях различных ведомств несколько расходятся, но динамику урожаев все три источника рисуют приблизительно одинаково.
Специальных данных по системе земледелия, охвативших всю территорию России, не собиралось. Составить представление о системах земледелия можно на основе данных о распределении земель по угодьям. Наиболее полные и точные данные такого характера содержатся в материалах земельной переписи 1887 и земельной и сельскохозяйственной переписи 1917. По отдельным территориям сведения по агротехнике дают также земские подворные переписи.
Данные об обеспеченности сельского хозяйства орудиями и машинами собирались в 1895/96 Министерством земледелия и государственных имуществ через сеть добровольных корреспондентов (только орудия вспашки, боронования и ухода за посевами); в 1910 ЦСК через волостные правления и местную полицию; в 1917 при проведении сельскохозяйственной переписи. Также локальные сведения о сельскохозяйственных орудиях и машинах содержат материалы земских подворных переписей.
Регулярные данные о статистике поголовья рабочего и продуктивного скота начали собираться через уездную полицию и сельскую администрацию с 1840-х и содержатся в ежегодных губернаторских отчетах. За 1864, 1870, 1883, 1888 эти данные опубликованы в периодических изданиях ЦСК. С 1900 ЦСК собирает и публикует сведения о количестве сельского скота регулярно.
С 1863 сведения о поголовье скота начинает собирать Ветеринарное управление МВД Российской империи. Опубликованы данные за 1864—1908 в сборниках «Состояние скотоводства в России». Оба эти источника сильно преуменьшают абсолютное число, но могут быть пригодны для анализа динамики поголовья скота.
С 1880-х проводились военно-конские переписи с целью полного учёта поголовья лошадей. Опубликованы данные переписей 1882, 1888, 1891, 1893—1894, 1896, 1899—1900, 1903—1904, 1905—1906, 1908, 1910, 1912. Военно-конские переписи содержат сведения по уездам об общем количестве хозяйств-владельцев коней и количестве безлошадных дворов; о количестве коней с распределением по возрастным группам, росту у разных категорий владельцев (у крестьян в сельских общинах, частных собственников и жителей городов); а также о распределении владельцев по обеспеченности лошадьми. Высокая достоверность военно-конских переписей обуславливалась тем, что они проводились для военных задач, при участии и под контролем военных. Кроме того, благодаря постоянству методики сбора и обработки, военно-конские переписи довольно точно отображают динамику развития конского поголовья.
Также подробные, но не регулярные сведения по статистике поголовья сельского скота дает земская статистика и сельскохозяйственные переписи 1916 и 1917.
Специальных данных о товарности сельскохозяйственной продукции не собиралось. Приблизительные подсчеты товарной продукции возможны либо на основе расчетов остатка после минимально необходимой части сельскохозяйственной продукции для внутреннего потребления населения и хозяйственных нужд; либо путём анализа данных транспортной статистки, которая содержит сведения о количестве сельскохозяйственных грузов. Оба эти метода дают грубые результаты, которые можно интерпретировать как минимально возможную часть товарной продукции. Точные, но только локальные статистические данные о товарности сельского хозяйства содержатся в материалах земских подворных переписей.
Разные ведомства проводили специальные разовые обследования различных сторон сельского хозяйства. Ценные сведения содержат публикации результатов исследовательской деятельности правительственных комиссий — прежде всего, комиссии 1872/73 при Министерстве государственного имущества для исследования сельской промышленности России; и т. н. «Комиссии 16 ноября 1901 года» для изучения сельскохозяйственного производства в среднечернозёмных губерниях Европейской России и др.
Специальные исследования различных сторон сельского хозяйства Департамент земледелия Министерства земледелия и государственных имуществ проводил так же через своих корреспондентов. Результаты обследований публиковались отдельными выпусками под общим заголовком «Сельскохозяйственные и статистические сведения по материалам, полученным от хозяев». С 1884 по 1905 появилось 12 выпусков этого издания. Каждый из выпусков посвящён отдельной проблеме:
- состоянию огородничества,
- садоводства,
- доходности земли,
- ценам на землю,
- распространенности вольнонаемной работы,
- урожайности зерновых культур,
- обработке картофеля,
- плотности посевов зерновых культур,
- состоянию садоводства,
- распространенности навозного удобрения,
- применению сельскохозяйственных орудий и машин,
- состоянию травосеяния.

Основной недостаток статистики Министерства земледелия и государственных имуществ — небольшое число корреспондентов, что делает эти данные не всегда достаточно репрезентативными.
Подробные сведения о сельском хозяйстве содержат материалы сельскохозяйственной переписи 1916 и поземельной и сельскохозяйственной переписи 1917, проведенные Министерством земледелия с помощью земств. Перепись 1916 дает сведения по уездам об абсолютном количестве населения, посевных площадях, с распределением по отдельным культурам, и о количестве рабочего и продуктивного скота. Перепись 1917, кроме этих данных, содержит также сведения о нанятой рабочей силе, распределении земель по угодьями, количестве основного сельскохозяйственного инвентаря. В публикациях переписи 1916 все хозяйства делятся на:
- хозяйства крестьянского типа
- хозяйства владельческого типа.

В переписи 1917 еще прибавилась категория «прочих хозяйств не крестьянского типа». В основу деления был положен трудовой принцип: все хозяйства, независимо от их размера, которые велись исключительно собственными силами, относились к крестьянскому типу; те хозяйства, которые основывались на нанятой рабочей силе — относились к владельческим. С одной стороны, трудовой принцип классификации был более правильным, чем сословный, характерный для большинства изданий ЦСК и Министерства земледелия. С другой — это затрудняет сопоставление данных переписей 1916 и 1917 с данными предыдущих обследований. Несмотря на ряд недостатков, переписи 1916 и 1917 содержат довольно точные данные, характеризующие состояние сельского хозяйства России к 1917.